# 敘利亞禮天主教摩蘇爾總教區
敘利亞禮天主教摩蘇爾總教區（拉丁語：Archieparchia Mausiliensis  Syrorum）是伊拉克一個東儀天主教總教區（敘利亞禮）。
總教區成立於1790年。2009年有教友35,000人，下轄十五個堂區、卅六名司鐸。現任教區總主教為伯多祿‧莫希。